# La Provincia (Teruel)
La Provincia fue un periódico español editado en Teruel entre 1921 y 1924.

## Historia
Fundado en 1921 por el industrial e ingeniero José Torán de la Rad, mantuvo una línea editorial independiente. Estuvo dirigido inicialmente por Miguel Valles Rebullida, y desde septiembre de 1922 por Luis González. La publicación tuvo una vida corta. Continuaría editándose hasta septiembre de 1924, cuando desapareció por «problemas técnicos».